# Helge Björn
Björn, latiniserat Bero, död i adventstiden 1309, var en svensk katolsk präst, kyrkoherde i Klockrike, nuvarande Motala kommun, som efter sin död lokalt vördades som helgon. Benämningen Helge Björn skall förstås som Den helige Björn, inte som namn på en person med förnamnet Helge.
Han skall ha varit den förste som lät bygga en kyrka i Klockrike, men den har troligen ersatt ett tidigare kapell av trä. Den medeltida kyrkan i Klockrike, som revs 1825, var försedd med en klockstapel som gick under namnet Helge björns torn, och som förstördes vid blixtnedslag 1818.
Björn var gift, något som trots påvens uttryckliga krav på celibat var vanligt och också socialt accepterat ännu vid denna tid. Han omkom då hans häst skenade på hemvägen efter att han hade givit nattvarden till en sjuk person. Då enligt legenden hans hustru höll på att baka, då hon nåddes av dödsbudet. Hon ska då ha yttrat: "Skulle detta bud vara sant, månde dessa brödämnen varda sten. Min man kan nog köra en häst." När hon kom tillbaka till köket efter att ha förstått vad som verkligen hänt, hade detta gått i uppfyllelse. Dessa legendens stenar förvaras fortfarande i Klockrike kyrka.
Björns kvarlevor flyttades omkring år 1400 från Klockrike till Linköpings domkyrka, där det finns en sten i golvet med inskription om detta. Det är oklart om detta skedde för att markera hans betydelse eller för att försvaga hans ställning inför lanseringen av linköpingsbiskopen Nils Hermansson (1326–1391) som kandidat till helgonvärdigheten.
Historien om Helge Björn återberättas  av Johannes Messenius (omkring 1579–1636) i historieverket Scondia illustrata.
Offerkällan Helge Björns holk och den sentida Helge Björns väg i Klockrike är uppkallade efter honom.